# V. F. Červený & synové
V. F. Červený & synové (německy V. F. Červený & Söhne) byla česká firma vyrábějící hudební, především žesťové nástroje, založená výrobcem nástrojů a konstruktérem Václavem Františkem Červeným v Hradci Králové. Výrobu roku 1946 pak převzala firma Amati Kraslice.

## Historie

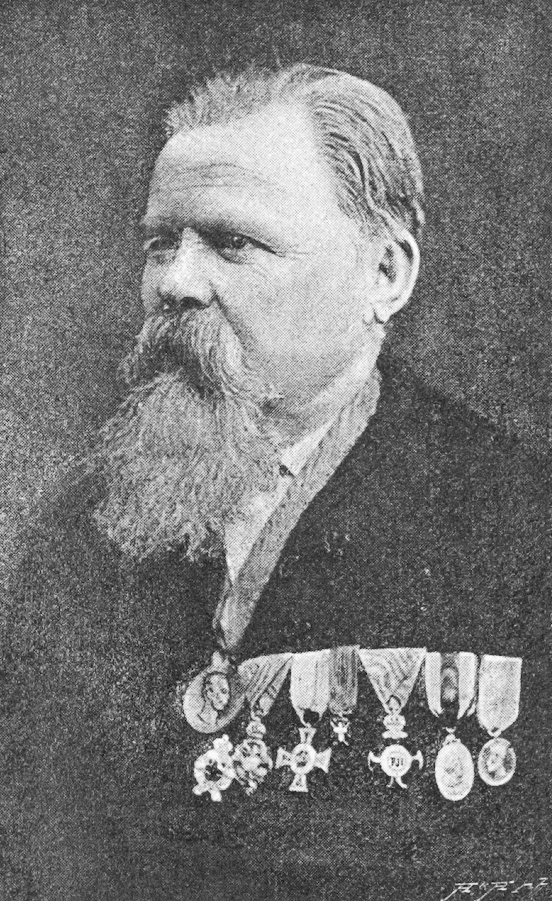
Zakladatel Václav František Červený

### Vznik
Firmu založil v roce 1842 Václav František Červený v Hradci Králové, kde v domě na zdejším Velkém náměstí č. 26. Ve čtyřech pronajatých místnostech zde zaměstnával čtyři dělníky a jednoho učně. Již v roce 1843 byl dům přestěhován do domu na adrese Kavčí plácek č. 120, kde pak firma sídlila dalších téměř sto let.
Červený úspěšně vynalézal a vyvíjel dechové nástroje pro trh v Rakouské, respektive Rakousko-uherské monarchii i v zahraničí. Firma se zaměřovala zejména na výrobu žesťových nástrojů, řady z nich přímo Červeného konstrukce, dále např. trubky, křídlovky, lovecké rohy, tenorové rohy, barytony, pozouny, lesní rohy, tuby, cimbassi, helikonové tuby či potřebné příslušenství. V roce 1866 vstoupili do společnosti jako společníci také jeho synové Jaroslav (1851–1928) a Stanislav (1854–1911). V roce 1867 byla otevřena filiálka firmy v ukrajinském Kyjevě v tehdejším Ruském impériu, kterou v letech 1886–1896 vedl jeho syn Otakar Červený.
K zákazníkům patřila nejen rakousko-uherská armáda, ale i císařský dvůr ve Vídni. Za své služby a vysokou kvalitu získala firma titul c. k. dvorního dodavatele. V roce 1880, kdy továrnu navštívil císař František Josef I., měla téměř sto zaměstnanců a produkovala ročně asi tři tisíce hudebních nástrojů. Továrna zásobovala svými nástroji i několik dalších evropských armád – ruskou, německou, španělskou, rumunskou, srbskou a holandskou. Sklady nebo zastoupení měla po celém světě – Chicago, Stockholm, Curych, Bukurešť, Cařihrad. Hudební nástroje získaly ceny na světových výstavách, např. v Paříži v roce 1889 a v Chicagu v roce 1893. Konkrétně v Chicagu na přelomu 19. a 20. století působil jistý Louis Viták (1862–1933), výhradní zástupce firmy v USA a Kanadě.

### Druhá generace firmy
Po smrti V. F. Červeného roku 1896 převzali vedení firmy jeho synové pod názvem V. F. Červený & synové. Jaroslav, vyučený nástrojař, zodpovídal za dokončovací a ladící fázi, Stanislav, rovněž vyučený, měl na starosti počáteční přípravu materiálu a stříhání dílů pro výrobu hudebního nástroje. Další syn, Bohumil, působil jako firemní prokurista. V roce 1908 si Václav Červený ml. zřídil v Hradci Králové vlastní dílnu na výrobu hudebních nástrojů a konkuroval rodinné firmě, která nakonec ve svých cenících tiskla oznámení, že s dílnou Václava Červeného ml. nemá nic společného.
Po smrti Stanislava se vedení firmy ujal Jaroslav, ale nelehká finanční situace způsobená mimo jiné konkurencí levných nástrojů, vyráběných v západočeských Kraslicích, dovedla továrnu na pokraj krize. Firma však nakonec zdárně přečkala první světovou válku i rozpad monarchie. V roce 1927 do firmy vstoupil Karel Schamal a kromě finanční podpory přinesl reorganizaci výroby. Po smrti Jaroslava Červeného v roce 1928 se Schamal dokonce ujal vedení firmy.

### Po roce 1945
Bezprostředně po druhé světové válce byla firma na základě Benešových dekretů znárodněna a roku 1946 byla sloučena s rovněž státním podnikem Amati Kraslice, jedním z největších výrobců žesťových a dřevěných dechových nástrojů v zemi. V roce 1973 se část výroby přestěhovala do nového závodu nedaleko Hradce Králové.

### Po roce 1989
Po Sametové revoluci byla firma Amati Kraslice privatizována a od roku 1993 pokračuje ve výrobě pod názvem Amati-Denak s.r.o. Ta následně v Hradci Králové obnovila značku V. F. Červený & synové, pod kterou pak vyráběla a prodávala plechové nástroje. Výroba v Hradci Králové byla ukončena v lednu 2020.
Historické nástroje značky F. V. Červený jsou součástí muzejních sbírek po celém světě.